# Maublancia testui
Maublancia testui là một loài bọ cánh cứng trong họ Cerambycidae.